# Seiichi Ogawa
Seiichi Ogawa (født 21. juli 1970) er en tidligere japansk fodboldspiller.
Han har spillet for flere forskellige klubber i sin karriere, herunder Nagoya Grampus Eight.